# Ахмед Айман Мансур
Ахмед Айман Мансур (араб. أحمد أيمن منصور, нар. 13 квітня 1994, Каїр) — єгипетський футболіст, захисник клубу «Аль-Масрі» і національної збірної Єгипту.

## Клубна кар'єра
Народився 13 квітня 1994 року в Каїрі. Вихованець футбольної школи клубу «Замалек».
2013 року приєднався до лав команди «Ель-Ґеїш», в іграх чемпіонату за яку так і не дебютував. Натомість наступного року став гравцем клубу «Ель Дахлея», у складі команди якого протягом сезону відіграв у 18 матчах єгипетської першості.
Своєю грою за останню команду привернув увагу представників тренерського штабу клубу «Аль-Масрі», до складу якого приєднався 2015 року. Відіграв за команду з Порт-Саїда наступні три сезони своєї ігрової кар'єри.
2018 року став гравцем команди «Пірамідс».

## Виступи за збірну
Навесні 2019 року дебютував в офіційних матчах у складі національної збірної Єгипту. Згодом взяв участь у ще трьох іграх в рамках підготовки команди до тогорічного домашнього Кубка африканських націй. Був включений до заявки єгиптян на цей турнір, в іграх якого, утім, на поле не виходив, залишаючись гравцем резерву.
| Дата      | Місто       | Господарі | Результат | Гості    | Турнір                                  | Голи | Примітки |
| --------- | ----------- | --------- | --------- | -------- | --------------------------------------- | ---- | -------- |
| 5-6-2017  | Каїр        | Єгипет    | 1 – 0     | Лівія    | товариський матч                        | -    |          |
| 23-3-2019 | Ніамей      | Нігер     | 1 – 1     | Єгипет   | Відбір до Кубка африканських націй 2019 | -    |          |
| 26-3-2019 | Абуджа      | Нігерія   | 1 – 0     | Єгипет   | товариський матч                        | -    | 51'      |
| 13-6-2019 | Александрія | Єгипет    | 1 – 0     | Танзанія | товариський матч                        | -    | 46'      |
| 16-6-2019 | Александрія | Єгипет    | 3 – 1     | Гвінея   | товариський матч                        | -    | 46'      |
| 25-3-2021 | Найробі     | Кенія     | 1 – 1     | Єгипет   | Відбір до Кубка африканських націй 2021 | -    |          |
| Усього    |             | Матчів    | 6         |          | Голів                                   | 0    |          |